# Zagora flygplats
Zagora flygplats (franska: Aéroport de Zagora) är en flygplats vid staden Zagora i Marocko. Den ligger i regionen Drâa-Tafilalet, 400 km söder om huvudstaden Rabat. Zagora Airport ligger 727 meter över havet.